# Dave Cowens
David William Cowens va ser un destacat jugador de bàsquet nord-americà de la dècada dels 70. Va néixer el 25 d'octubre de 1948 en Newport, Kentucky. Va jugar en la posició de pívot, i pràcticament tota la seva carrera va transcórrer en els Boston Celtics. Actualment és entrenador assistent en els Detroit Pistons.

## Trajectòria esportiva

### Universitat
Els seus anys col·legials van transcórrer, entre 1966 i 1970 en la Universitat de Florida State, promitjant 19.0 punts i 17.2 rebots per partit. En una ocasió va aconseguir 31 rebots en un partit, sent aquesta la segona millor marca de la història.

### NBA
Va ser seleccionat pels Boston Celtics en el draft de 1970 en la quarta posició de la primera ronda. Va ser criticat per ser considerat massa baix per a jugar de pivot (mesurava 2,07 m.), però l'entrenador de pivots dels Celtics, el gran Bill Russell, va confiar en ell, i no va decebre, ja que en la seva primera temporada amb els professionals va aconseguir unes mitjanes de 17 punts i 15 rebots, compartint el premi de Rookie de l'any de l'NBA amb el jugador de Portland Geoff Petrie.
En 1973, amb unes mitjanes de 20,5 punts i 16,2 rebots per partit, va ser triat MVP de la lliga i de l'All-Star Game.
Promitjà al llarg de la seva carrera 17,6 punts i 13,6 rebots. Va disputar 7 All Star i va guanyar dos anells amb els Celtics, en 1974 i 1976.

## Premis
- Rookie de l'any 1971
- MVP de la lliga i de l'All Star Game (1973)
- Triat en 7 ocasions per a l'All Star Game
- Membre del Basketball Hall of Fame des de 1991
- Triat un dels 50 millors jugadors de la història el 1996